# Rio Hawadi
O rio Hawadi é um curso de água da Etiópia e um afluente do rio Awash a que se junta nas coordenadas geográficas de 9° 51'N 40° 15'E .